# 山本順三
山本 順三（やまもと じゅんぞう、1954年〈昭和29年〉10月27日 - ）は、日本の政治家。自由民主党所属の参議院議員（4期）、同党参議院議員副会長。
参議院予算委員長、国家公安委員会委員長（第94代）・内閣府特命担当大臣（防災）、国土交通副大臣兼内閣府副大臣兼復興副大臣、国土交通大臣政務官、自民党幹事長代理、参議院決算委員長・議院運営委員長・政府開発援助等に関する特別委員長、愛媛県議会議員（6期）等を歴任。

## 経歴

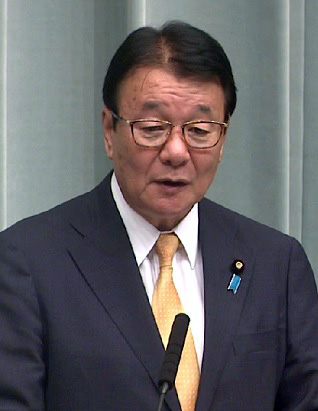
国家公安委員長就任時の会見にて

愛媛県今治市生まれ。父は愛媛県議会議員を4期務めた後引退し、地元で製材業を営んだ。
愛光中学校、愛媛県立今治西高等学校、早稲田大学政治経済学部政治学科卒業。川崎製鉄（現・JFEスチール）に勤務。入社4年目に父が病に伏し、長男だったため愛媛に戻った。
1983年に自由民主党公認で愛媛県議会議員選挙に出馬し、初当選した。愛媛県議会副議長に選出され、自民党愛媛県連政務調査会長、自民党愛媛県連幹事長を歴任。
2004年、第20回参議院議員通常選挙に自民党公認で愛媛県選挙区から出馬し、初当選。安倍改造内閣、福田康夫内閣で国土交通大臣政務官（国土関係施策及び北海道開発関係施策に関する事務）を務めた。
2010年、第22回参議院議員通常選挙に自民党公認で愛媛県選挙区から出馬し、民主党公認の岡平知子らを破り再選。
2011年、参議院決算委員長に就任。2012年自由民主党総裁選挙では町村信孝の推薦人となり、国会議員による投票では1回目は町村、決選投票では安倍晋三に投票した。
2015年、第3次安倍第1次改造内閣で国土交通副大臣（災害対策関係施策、土地・建設産業、水管理・国土保全、住宅、鉄道、自動車、国際、気象関係施策の総括）兼内閣府副大臣兼復興副大臣に就任。
2016年、第24回参議院議員通常選挙に自民党公認で愛媛県選挙区から出馬し、野党統一候補の永江孝子を8429票差の僅差で破り3選。
2018年10月2日、第4次安倍改造内閣で国家公安委員長及び内閣府特命担当大臣（防災） に任命されて初入閣。同年12月21日、小型無人機等に係る緊急安全対策に関する事務を担当する大臣を兼務する。
2020年10月、参議院予算委員長に就任。
2022年、第26回参議院議員通常選挙に自民党公認で愛媛県選挙区から出馬し、立憲民主党推薦の高見知佳を破り4選。

## 政策・主張

### 憲法
- 憲法改正について、2022年のNHK、毎日新聞社のアンケートで「賛成」と回答[14][15]。
- 9条改憲について、2022年の毎日新聞社のアンケートで「改正して、自衛隊の存在を明記すべきだ」と回答[15]。9条への自衛隊の明記について、2022年のNHKのアンケートで「賛成」と回答[14]。
- 憲法を改正し緊急事態条項を設けることについて、2022年のNHKのアンケートで「賛成」と回答[14]。

### 外交・安全保障
- 敵基地攻撃能力を持つことについて、2022年のNHKのアンケートで「賛成」と回答[14]。
- 普天間基地の辺野古移設について、2022年の毎日新聞社のアンケートで「賛成」と回答[15]。
- 非核三原則についてどう考えるかとの問いに対し、2022年のNHKのアンケートで「維持すべき」と回答[14]。
- ロシアは2022年2月24日、ウクライナへの全面的な軍事侵攻を開始した[16]。日本政府が行ったロシアに対する制裁措置についてどう考えるかとの問いに対し、2022年のNHKのアンケートで「適切だ」と回答[14]。同年の毎日新聞社のアンケートで「今の制裁で妥当だ」と回答[15]。
- 2022年6月7日、政府は経済財政運営の指針「骨太方針」を閣議決定した。NATO加盟国が国防費の目標としている「GDP比2％以上」が例示され、防衛力を5年以内に抜本的に強化する方針が明記された[17]。「防衛費を今後どうしていくべきだと考えるか」との問いに対し、2022年のNHKのアンケートで「ある程度増やすべき」と回答[14]。

### ジェンダー
- 選択的夫婦別姓制度の導入について、2022年の毎日新聞社のアンケートで「反対」と回答[15]。
- 同性婚を可能とする法改正について、2022年の毎日新聞社のアンケートで「反対」と回答[15]。
- クオータ制の導入について、2022年のNHKのアンケートで回答しなかった[14]。

### その他
- アベノミクスについて、2022年の毎日新聞社のアンケートで「当面は継続すべきだ」と回答[15]。
- 「原子力発電への依存度を今後どうするべきか」との問題提起に対し、2022年のNHKのアンケートで「高めるべき」と回答[14]。
- 国会議員の被選挙権年齢の引き下げについて、2022年の毎日新聞社のアンケートで「賛成」と回答[15]。
- 2016年の米国大統領選挙について「ドナルド・トランプとヒラリー・クリントンのどちらを支持するか」との問いに対し、2016年の毎日新聞社のアンケートで「クリントン」と回答[18]。
- 2016年2月8日、高市早苗総務大臣は、放送局が政治的公平性を欠く放送を繰り返した場合、放送法4条違反を理由に電波停止を命じる可能性に言及した[19][20]。安倍晋三首相は2月15日の衆議院予算委員会で野党の批判に反論し、高市の発言を擁護した[21]。政府の姿勢をどう思うかとの問いに対し、2016年の毎日新聞社のアンケートで「問題とは思わない」と回答[18]。
- 東日本大震災の復興補正予算が議論される中、復興予算捻出のためのODA削減案に反対する超党派連合のメンバーとして名を連ねた[22][23]。
- 山本がNHKの番組改変に関与したとして、「NHK受信料支払い停止運動の会」などの市民団体などが山本に対し抗議を行った[24]。

## 不祥事
- 野党候補として臨んだ2010年の第22回参議院議員通常選挙で再選直後、選挙支援への感謝の文章を自身のホームページのブログに掲載していたことが判明した[25]。公職選挙法では自筆の信書などを除き、選挙後に挨拶目的で文書配布や文書図画を頒布することを禁止しており、愛媛県選挙管理委員会からは山本の行為が公選法違反に当たる可能性も指摘された[25]。その後、文章で使用した“感謝”の表記が誤解を招くものとして、“感謝”表記を含んだ一部の文章を削除した[25]。
- 政治資金収支報告書によれば、2012〜14年にかけて政治活動費でビール券70万円分、2012〜16年にタオルを55万円分大量に購入し選挙区外に配っていた。13年には真珠を２万円で購入していた[26]。

### 加計学園との関係
獣医学部の誘致の働きかけが行われていた時期に当たる2016年の参院選で選挙運動員として加計学園から選挙事務所に2人から4人ほどの人員が提供されていた。

### 世界平和統一家庭連合（旧・統一教会）との関係
- ジャーナリストの鈴木エイトが作成した「旧統一教会関連団体と関係があった現職国会議員168人」によれば、旧統一教会関連団体との関係について、かつて教団関連イベントに参加していたとされる[27]。

- Google ストリートビューによると、2022年6月時点において、世界平和統一家庭連合（旧・統一教会）今治家庭教会の玄関内に井上義行のポスターとともに山本のポスターが貼られていた[28]。

## 政治献金
- 全国たばこ販売政治連盟や全国たばこ耕作者政治連盟といったたばこ関連団体から、2010年に25万円の政治献金を受けている[29]。

## 選挙歴
| 当落 | 選挙                     | 執行日         | 年齢 | 選挙区       | 政党       | 得票数     | 得票率 | 定数 | 得票順位 /候補者数 | 政党内比例順位 /政党当選者数 |
| ---- | ------------------------ | -------------- | ---- | ------------ | ---------- | ---------- | ------ | ---- | ------------------ | ---------------------------- |
| 当   | 1983年愛媛県議会議員選挙 | 1983年4月10日  | 28   | 今治市選挙区 | 自由民主党 | 1万4308票  | 16.43% | 4    | 2/6                | /                            |
| 当   | 1987年愛媛県議会議員選挙 | 1987年4月12日  | 32   | 今治市選挙区 | 自由民主党 | 1万3508票  | 15.29% | 4    | 3/5                | /                            |
| 当   | 1991年愛媛県議会議員選挙 | 1991年4月7日   | 36   | 今治市選挙区 | 自由民主党 | 1万3664票  | 15.24% | 4    | 1/7                | /                            |
| 当   | 1995年愛媛県議会議員選挙 | 1995年4月9日   | 40   | 今治市選挙区 | 自由民主党 | 1万6271票  | 17.79% | 4    | 1/7                | /                            |
| 当   | 1999年愛媛県議会議員選挙 | 1999年4月11日  | 44   | 今治市選挙区 | 自由民主党 | 1万7931票  | 19.27% | 4    | 1/6                | /                            |
| 当   | 2003年愛媛県議会議員選挙 | 2003年4月13日  | 48   | 今治市選挙区 | 自由民主党 | 1万5141票  | 16.20% | 4    | 1/6                | /                            |
| 当   | 第20回参議院議員通常選挙 | 2004年07月11日 | 49   | 愛媛県選挙区 | 自由民主党 | 32万2152票 | 49.40% | 1    | 1/3                | /                            |
| 当   | 第22回参議院議員通常選挙 | 2010年07月11日 | 55   | 愛媛県選挙区 | 自由民主党 | 35万1624票 | 52.67% | 1    | 1/4                | /                            |
| 当   | 第24回参議院議員通常選挙 | 2016年07月10日 | 61   | 愛媛県選挙区 | 自由民主党 | 32万6990票 | 49.58% | 1    | 1/3                | /                            |
| 当   | 第26回参議院議員通常選挙 | 2022年07月10日 | 67   | 愛媛県選挙区 | 自由民主党 | 31万8846票 | 59.04% | 1    | 1/5                | /                            |

## 所属団体・議員連盟
- 自民党たばこ議員連盟[30]
- 日本会議国会議員懇談会[31]
- 神道政治連盟国会議員懇談会[31]
- みんなで靖国神社に参拝する国会議員の会[31]
- ボーイスカウト振興国会議員連盟（理事）
- 自民党国際人材議員連盟
- 日韓議員連盟
- 北京オリンピックを支援する議員の会
- 平和を願い真の国益を考え靖国神社参拝を支持する若手国会議員の会
- TPP交渉における国益を守り抜く会

## 支援団体
- 全国たばこ販売政治連盟（2022年参院選組織推薦候補者）[32]